# Geologisches Museum der Provinz Shandong
Das Geologische Museum der Provinz Shandong (chinesisch 山东省地质博物馆, Pinyin Shandong sheng dizhi bowuguan, englisch Geological Museum of Shandong Province / Shandong Provincial Museum of Geology) ist ein geologisches Museum in der Stadt Jinan, der Hauptstadt der chinesischen Provinz Shandong. Es wurde 1986 der Öffentlichkeit übergeben. Das Museum beherbergt eine Sammlung von über 10.000 Stücken.